# بايرون لوسون
بايرون لوسون هو ممثل كندي، ولد في 26 أغسطس 1968 بفانكوفر في كندا.

## أعمال

### أفلام
- (2006) أفاعي في طائرة[3]

## وصلات خارجية
- بايرون لوسون على موقع IMDb (الإنجليزية)
- بايرون لوسون على موقع ألو سيني (الفرنسية)
- بايرون لوسون على موقع أول موفي (الإنجليزية)
- بايرون لوسون على موقع قاعدة بيانات الأفلام السويدية (السويدية)
- بايرون لوسون على موقع قاعدة بيانات الفيلم (الإنجليزية)
- بايرون لوسون على موقع كينوبويسك (الروسية)